# Les Cobayes (roman graphique)
Pour les articles homonymes, voir Les Cobayes (homonymie).
Les Cobayes est un roman graphique de Tonino Benacquista (scénario), Nicolas Barral (dessin) et  Philippe de la Fuente (couleurs). Ce récit, construit comme un thriller, explore la thématique des essais cliniques et de la psychiatrie à travers trois cobayes volontaires, sur qui l'expérience produit des effets surprenants. L'album, composé de 92 planches, est paru en janvier 2014 chez l'éditeur Dargaud.

## Synopsis
Un laboratoire a mis au point le M2C2T, nouvel antidépresseur, prétendument dépourvu d'effets indésirables. Pour mener la phase II des essais cliniques, des candidats sont appelés à participer. L'équipe médicale élimine les « cobayes professionnels » et retient trois personnes : motivées par le désespoir et le besoin d'argent, elles se prêtent à l'expérience pendant trois semaines. Chacun des trois dissimule des secrets lors de l'entretien. Or, le traitement conduit à des « effets secondaires ravageurs » : les carences des cobayes sont renversées et deviennent une force, leurs aptitudes deviennent surhumaines, à l'exemple des super-héros — avec des conséquences fâcheuses : « nouvelles personnalités, tentatives d’assassinats, vengeances, chantages et trafics », « dérapages incontrôlés, tentatives de meurtres ».

## Personnages
L'intrigue suit trois personnages principaux : Daniel Martinez, Romain Sanders et Moira Parchiby, qui pour leur participation aux essais clinique reçoivent une indemnité de 3 500€. 
- Daniel Martinez (44 ans) : marié et père de deux enfants, il accumule les pertes d'emploi en raison d'importants troubles de mémoire. Il en résulte de graves difficultés financières. Il accepte de participer aux essais cliniques pour recevoir l'indemnité. La prise du M2C2T lui confère une mémoire impressionnante[1].
- Romain Sanders (23 ans) : il traverse des difficultés sentimentales à cause de problèmes sexuels chroniques. Après avoir pris le M2C2T, il se transforme en « insatiable Don Juan »[1].
- Moira Parchiby (26 ans) : fille d'un artiste, elle ne possède aucun talent artistique. Après avoir raté deux fois l'examen d'entrée aux Beaux-Arts, elle a besoin d'argent pour rentrer chez elle, à Pondichéry. Elle aussi est motivée par l'indemnité du laboratoire. Le médicament fait d'elle l'une des « peintres les mieux cotés de la planète »[1].
- Docteur Mirmont : médecin investigateur du laboratoire où est inventé le M2C2T, il supervise les essais cliniques et accompagne l'évolution des trois « cobayes »[1].

## Choix artistiques
Tonino Benacquista, écrivain français auteur de nombreux romans policiers et de scénarios pour le cinéma, a collaboré avec Nicolas Barral, auteur de bande dessinée, pour Dieu n'a pas réponse à tout, diptyque publié en 2007 et 2008. Les Cobayes est d'abord une nouvelle de Benacquista, qui l'adapte en bande dessinée avec le même dessinateur.
La question posée par le scénario est : « et si une simple pilule changeait votre vie ? ». Le récit fait référence au mythe super-héros. La première partie, documentée et crédible, asseoit l'évolution des personnages, qui relève de la pure fiction. L'œuvre aborde des thèmes pouvant toucher un public large : « la sexualité, la mémoire et la créativité ».
Il s'agit d'un « thriller pharmaceutique ». L'œuvre comporte une dimension fantastique et un angle humoristique, à la manière d'une comédie,. Le médicament rappelle des précédents réels : à l'origine du LSD se trouvait une recherche pour un remède.
Le dessin réaliste de Nicolas Barral, froid ou « épuré », correspond au propos, ; les personnages sont expressifs. Ce dessin de « froid naturalisme » amplifie l'effet réaliste des transformations qui touchent les personnages.

## Accueil critique
Sur Médiapart, Dominique Bry voit dans ce thriller médical « très documenté » un récit « entre polar grinçant et comédie de mœurs ». La rédaction de RTBF et Bry analysent cette série comme une référence au thème de l'apprenti-sorcier. L'œuvre est favorablement accueillie par plusieurs chroniqueurs,.
D'autres chroniqueurs, en revanche, estiment l'album peu convaincant, tant dans la narration que dans le traitement graphique,.